# Renzo Genta
Renzo Genta (* 14. Januar 1941 in Vercelli) ist ein italienischer Drehbuchautor.

## Leben
Genta begann im Filmgeschäft 1965; zunächst war er als Regieassistent bei einigen Genreproduktionen, aber auch bei Dino Risi beschäftigt. 1967 war der Italowestern I giorni dell'ira sein erstes Drehbuch. Auch sein einziger Film als Regisseur fiel in dieses Genre; er inszenierte ihn unter dem Pseudonym James London. Nach 1978 verliert sich Gentas Spur.

## Filmografie (Auswahl)
- 1967: Der Tod ritt dienstags (I giorni dell'ira)
- 1972: Ein Halleluja für zwei linke Brüder (Jesse & Lester due fratelli in un posto chiamata Trinità) (auch Regie)
- 1973: Die amourösen Nächte des Ali Baba (Le amorose notti di Alì Babà)
- 1977: Mondo Cannibale, 2. Teil – Der Vogelmensch (Ultimo mondo cannibale)